# 캄룰 하산
캄룰 하산(벵골어: কামরুল হাসান, 1921년 12월 2일 ~ 1988년 2월 2일)은 방글라데시의 화가였다. 하산은 방글라데시에서 포투야라고 불리는데, 이는 보통 민속 예술가들과 연관된 단어로, 그의 소박한 스타일 때문이었다. 그러나 그의 작품들은 매우 현대적인 성격을 띠었으며, 민속 양식 외에도 항상 입체주의를 가미하였다. 그의 예술적 유산 외에도, 하산의 두 작품은 방글라데시 정치사에 중요한 부분으로 자리잡았다. 첫 번째는 방글라데시에서 집단학살을 명령한 파키스탄 대통령 야히아 칸을 괴물처럼 묘사한 작품이었다. 두 번째는 그의 사망 직전에 제작된 것으로, 당시 방글라데시의 독재자였던 후세인 무함마드 에르샤드를 조롱하는 그림이었다. 이 스케치는 《오늘 우리나라는 파렴치의 챔피언 손아귀에 있다》라는 제목이 붙었다.

## 어린 시절
하산은 1921년 12월 2일, 캘커타에서 태어났다. 그의 아버지인 무하마드 하심은 지역 공동묘지의 관리인이었다. 하산은 보수적인 가정 출신으로, 그의 아버지는 항상 하산이 그림에 몰두하는 것을 반대하였다. 그러나 캄룰 하산의 결심과 그림에 대한 사랑은 결국 아버지를 설득시켜, 1938년 국립 미술학교 (현재의 국립 미술 및 공예대학)에 입학하게 하였다. 단, 하산이 자신의 학비를 스스로 부담하는 것을 조건으로 하였다. 학교에 입학한 이후 하산은 미술뿐만 아니라 스포츠, 1939년 브라타차리 운동에도 적극적으로 참여하였으며, 제2차 세계 대전 중에는 공습대응요원(ARP)으로도 활동하였다. 그는 또한 포워드 블록, 인민연극운동 (가노나트야 안돌론), 공산당의 여러 지도자들과 교류를 맺었으며, 어린이와 청소년 교육에 참여하고 출판물 삽화 작업에도 기여하였다.
사회, 문화 활동에 적극적으로 참여한 결과, 그는 미술학교 6년 과정을 9년에 걸쳐 마쳤으며, 1947년에 졸업하였다. 1945년에는 대학 간 보디빌딩 대회 B그룹에서 1위를 차지하였다. 그는 또한 브라타차리 운동에서 '나야크 (지도자)'으로 활동하였다. 인도의 분할 이후, 아직 학생이었던 캄룰은 어머니와 형제자매들과 함께 당시 동파키스탄의 수도였던 다카로 이주하였다.
그는 1971년 3월 비협력운동에 참여하였으며, 하티르풀 지역 저항위원회의 위원장으로 선출되었다. 3월 23일에는 자유 투사들에게 영감을 준 《이 악마들을 제거하라》라는 제목의 야히아 칸을 괴물로 묘사한 선전 포스터를 최소 열 점 이상 제작 겸 게시하였다. 1971년 3월 25일, 그의 지도 아래 하티르풀 지역에서는 심야에 참호가 파였다. 이후 그는 4월 초순에 캘커타로 떠나 해방 전쟁을 지지하는 미술 전시회를 개최하였다. 같은 해 12월 하반기에는 새로이 독립한 방글라데시 재건을 돕기 위해 다카로 돌아왔다. 그는 또한 방글라데시의 국가 문장, 자유투사 복지 신탁 기금, 방글라데시 관광공사, 방글라데시 은행, 비만 방글라데시 항공의 로고 디자인을 맡았다.

## 경력
인도의 분할 이후, 그는 자이눌 아베딘과 함께 1948년에 국립 미술학교 (현재의 다카 대학교 미술대학)를 설립하였다. 방글라데시 독립 전쟁 동안 그는 망명 중이던 방글라데시 임시 정부의 정보, 라디오부 미술부문 국장으로 활동하였다.

## 작품
자이눌 아베딘, 자미니 로이에게서 영감을 받은 캄룰 하산은 민속 미술 전통에 현대적 아이디어를 접목시켜 새로운 생명을 불어넣기로 선택했다. 그는 자신의 작업에서 민속 미술의 파타화가 가지는 이차원성을 항상 차용했지만, 또한 그 안에 삼차원성을 부여하려는 시도도 했다. 대부분의 그림에서 그는 혼합색을 사용하는 대신, 파타화가들처럼 주된 색만을 사용했다. 때때로 그는 민속 미술가들처럼 명암 변화를 주지 않고 평평한 색을 입히기도 했다. 그러나 하나의 평면에 여러 가지 색을 사용함으로써 색채를 통한 원근감을 창출하려 했는데, 이를 통해 이미지 안에서 높이나 거리감을 느낄 수 있도록 했다. 이 기법은 앙리 마티스로부터 영감을 받은 것이다. 민속 미술에 대한 그의 참여를 통해 그 안에는 애국심이 태어났다. 그의 주목할 만한 작품들로는 《군 타나》, 《해피 리턴》, 《비랄》, 《나반나》, 《소 목욕》 등이 있다. 이 모든 그림들은 하층민들의 삶을 강조하고 있으며, 이는 그의 그림에서 가장 우선시된 주제였다.
하산은 유화, 과슈, 수채화, 파스텔, 에칭, 목판화, 리노컷, 펜화와 연필화 등 거의 모든 매체를 넘나들며 활동한 다재다능한 예술가였다. 특히 1974년 기근 이후에는 목판화를 통해 분노와 절망을 강렬하게 표현했다. 그는 정치 풍자와 기근을 주제로 한 작품들에서 인간 내면의 악을 상징하기 위해 뱀, 자칼, 올빼미 같은 동물을 자주 등장시켰다.
하산은 농촌 여성과 그들의 어려움을 주제로 반복적으로 작업을 했다. 여성에 대한 그의 작품은 여성들 간의 유대감을 강조하며, 그의 여성 그림 중 대부분은 여러 명의 여성을 그린 작품이다. 드물게 한 명의 여성만을 그린 작품도 있다. 그러나 그는 낭만주의와 사실주의를 혼합하여, 강한 곡선과 색상의 대비를 통해 현실의 날카로운 경계를 부드럽게 만드는 감각적인 매력을 부여했다. 하산의 여성 그림은 세 가지 단계로 나눌 수 있다. 첫 번째는 1950년대의 사랑과 결혼 전 단계, 두 번째는 1950년대 후반과 1970년대 초반의 행복한 결혼 생활, 세 번째는 1970년대와 1980년대의 결혼 생활의 분리 시기이다. 첫 번째 단계는 그의 고인이 된 어머니에 대한 기억을 표현한 작품들로, 그 당시 그림은 그의 어머니와의 추억을 추상적인 형태로 그린 것이었다. 예를 들어, '세 명의 여성이 대화를 나누는 그림'은 실제로 그의 어머니가 다른 두 여성과 나누던 대화를 묘사한 것이다. 두 번째 단계는 그가 아내와 사랑에 빠졌고, 그들이 딸을 함께 낳은 시기를 반영한다. 이 시기의 대표적인 작품들로는 《목욕 후》, 《물놀이》, 《고독》 등이 있다. 세 번째 단계는 그와 아내가 어떤 이유로 떨어져 지내게 된 시기이며, 이 시기에는 다른 작품에서 보여지는 감정보다는 여성 누드를 그리는 데 집중했다.

## 사망
하산은 1988년 2월 2일, 전국 시 축제에 참석하던 중 심장마비로 사망했다. 그는 다카 대학교의 중앙 모스크 옆에 묻혔다.